# Podravina
Podravina (in croato) o Podravje (in sloveno) sono i nomi slavi per indicare la regione corrispondente al bacino idrografico del fiume Drava in Croazia e Slovenia.

## Storia
Tra il 1929 e il 1941 una delle province del Regno di Jugoslavia era conosciuta come Banovina della Drava, con capitale Lubiana. La Banovina Drava comprende la maggior parte dell'attuale Slovenia. 
Oggi, una delle contee in Croazia si chiama Virovitica-Podravina.
| Controllo di autorità | VIAF (EN) 234314305 · NSK (HR) 000095850 |